# Contreras (Burgos)
Contreras es un municipio y localidad española situada en la provincia de Burgos, comunidad autónoma de Castilla y León, comarca de La Demanda, partido judicial de Salas de los Infantes.
Se ubica a 56 km de Burgos, en dirección a Soria, saliendo en la N-234, en Barbadillo del Mercado, y siguiendo ocho km. Tiene un área de 38,12 km² con una población de 97 habitantes (INE 2008) y una densidad de 2,54 hab/km².

## Geografía

### Naturaleza
La totalidad de su término (3809,25 hectáreas) queda afectado por la ZEPA Sabinares del Arlanza, donde destacan el Buitre Leonado (Gyps fulvus) y el Alimoche (Neophron percnopterus).

## Demografía
Contreras cuenta con una población de 87 habitantes (INE 2024).
| Gráfica de evolución demográfica de Contreras entre 1842 y 2021                                                       |
| |
| Población de derecho según los censos de población del INE. Población de hecho según los censos de población del INE. |

| 1991 |  | 1996 |  | 2001 |  | 2004 |
| ---- |  | ---- |  | ---- |  | ---- |
| 89   |  | 119  |  | 114  |  | 103  |

## Historia

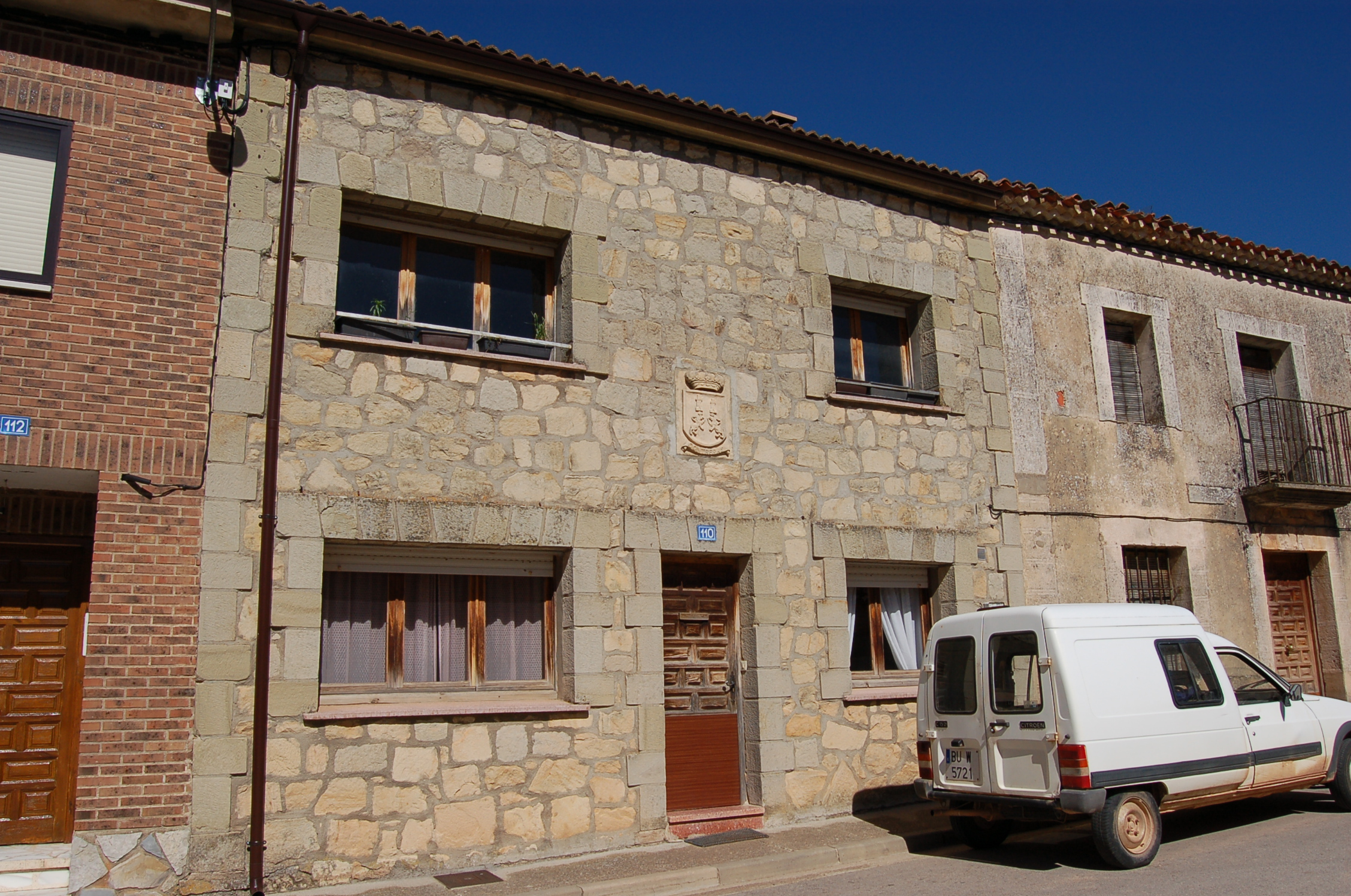
Casa consistorial

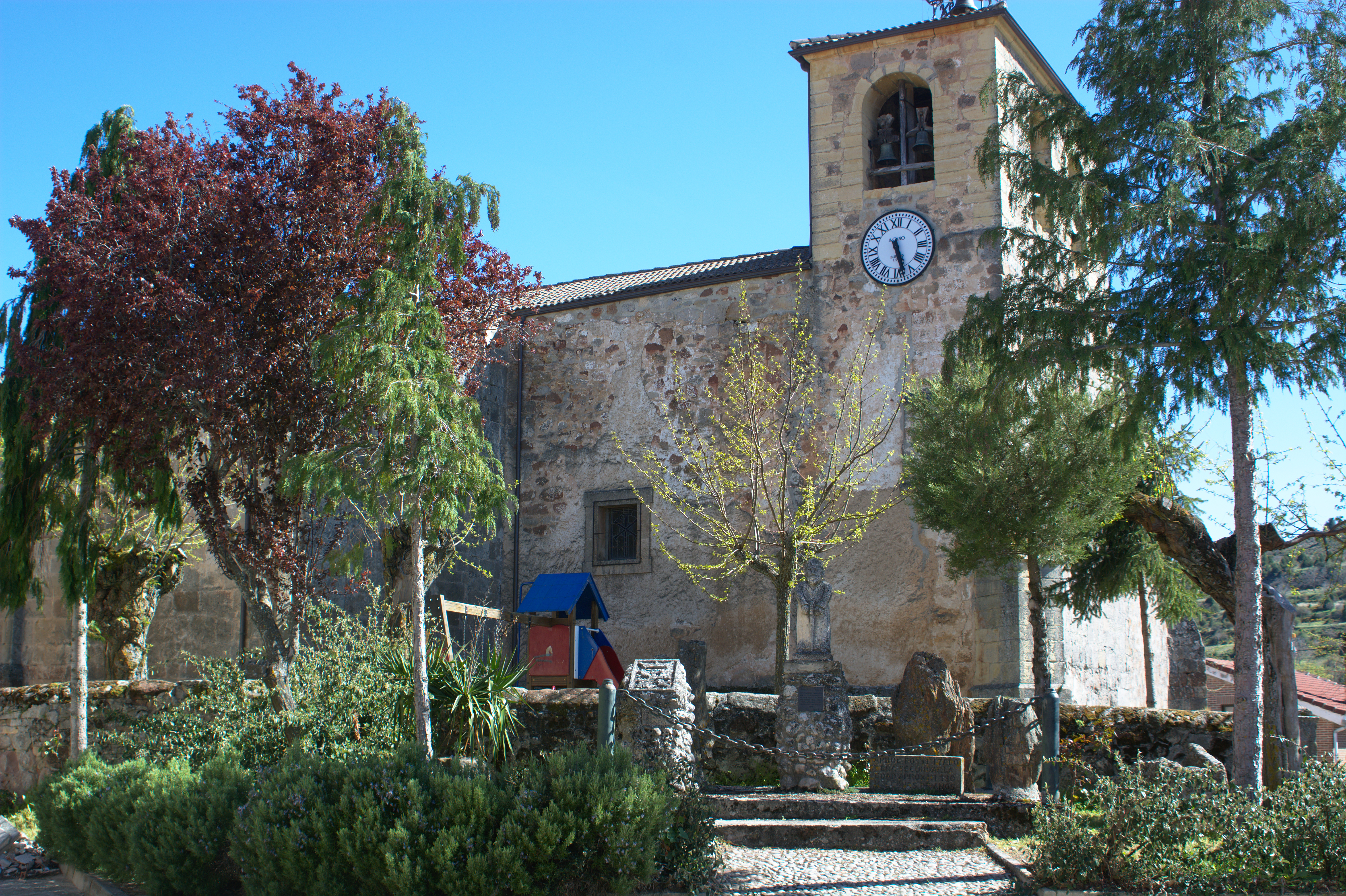
Iglesia

Según el Itinerario descriptivo militar de España, de 1866, Contreras contaba con 153 vecinos.
En el siglo XIX, algún vecino de Contreras se encontraba realizando estudios en centros de enseñanza superior. Sinforiano Acinas Hortigüela era alumno de doctorado la Facultad de Farmacia de la Universidad Central (Madrid), entre 1878 y 1880. Autor de De la septicemia, sus causas, alteraciones patológicas, síntomas, diagnóstico, pronóstico y tratamiento memoria para el doctorado (1881).

## Patrimonio
- Pico de San Carlos, una antigua fortaleza árabe con una altitud de 1465 metros.
- Cementerio de Sad Hill, en el Valle de Mirandilla.

En su término municipal hay interesantes restos de construcciones tradicionales, como las tenadas para el ganado, que han sido estudiadas por la Universidad de Burgos.

## Cultura

### Fiestas y tradiciones
- N.ª Señora y San Roque, días 15 y 16 de agosto.
- El 15 procesión alrededor de la iglesia con la Virgen.
- El 16 Procesión de San Roque, se baja la Virgen hasta la ermita de San Andrés, donde se recoge a San Roque y se llevan a la iglesia con bailes ante el santo y la virgen acompañándose de palmadas, después a la tarde en procesión se devuelve a la ermita.
- En septiembre se celebra el Día de Gracias, organizado últimamente por la asociación Amigos de Contreras.
- A primeros de marzo se celebran las Marzas, también organizadas por la asociación, donde se cantan las tradicionales Marzas.